# Іштван Бібо
Іштван Бібо (угор. Bibó István; 7 серпня 1911, Будапешт — 10 травня 1979, Будапешт) — угорський політичний діяч і правозахисник, юрист, політолог. Державний міністр в уряді Імре Надя (листопад 1956).

## Сім'я
Народився в родині інтелігентів. Батько служив в міністерстві освіти і релігії, потім був директором університетської бібліотеки в Сегеді.

## Освіта
Закінчив гімназію, юридичний факультет університету в Сегеді, в 1933-1935 вивчав право і політичні науки у Відні та Женеві, потім стажувався в Міжнародній правової академії в Гаазі.

## Наукова і політична діяльність
У 1930-ті служив в судових органах, в міністерстві юстиції. Одночасно займався науковою діяльністю, писав роботи з проблем філософії та соціології права, правової етики, міжнародного права. З 1938 — член Угорського філософського товариства. Брав участь в діяльності Березневого фронту — лівої опозиції режиму Міклоша Горті.
З 1940 — приват-доцент університету в Сегеді, з 1941 — університету в Коложварі (новоствореного угорського вищого навчального закладу в Північній Трансильванії, приєднаної в 1940 до Угорщини; нині Коложварі — місто Клуж-Напока в Румунії). У 1944 допомагав переховувати в Будапешті євреїв, яким загрожувала розправа. У жовтні 1944 був заарештований прихильниками пронацистського лідера Ференца Салаші, незабаром звільнений з позбавленням права перебувати на державній службі і займатися викладацькою діяльністю.

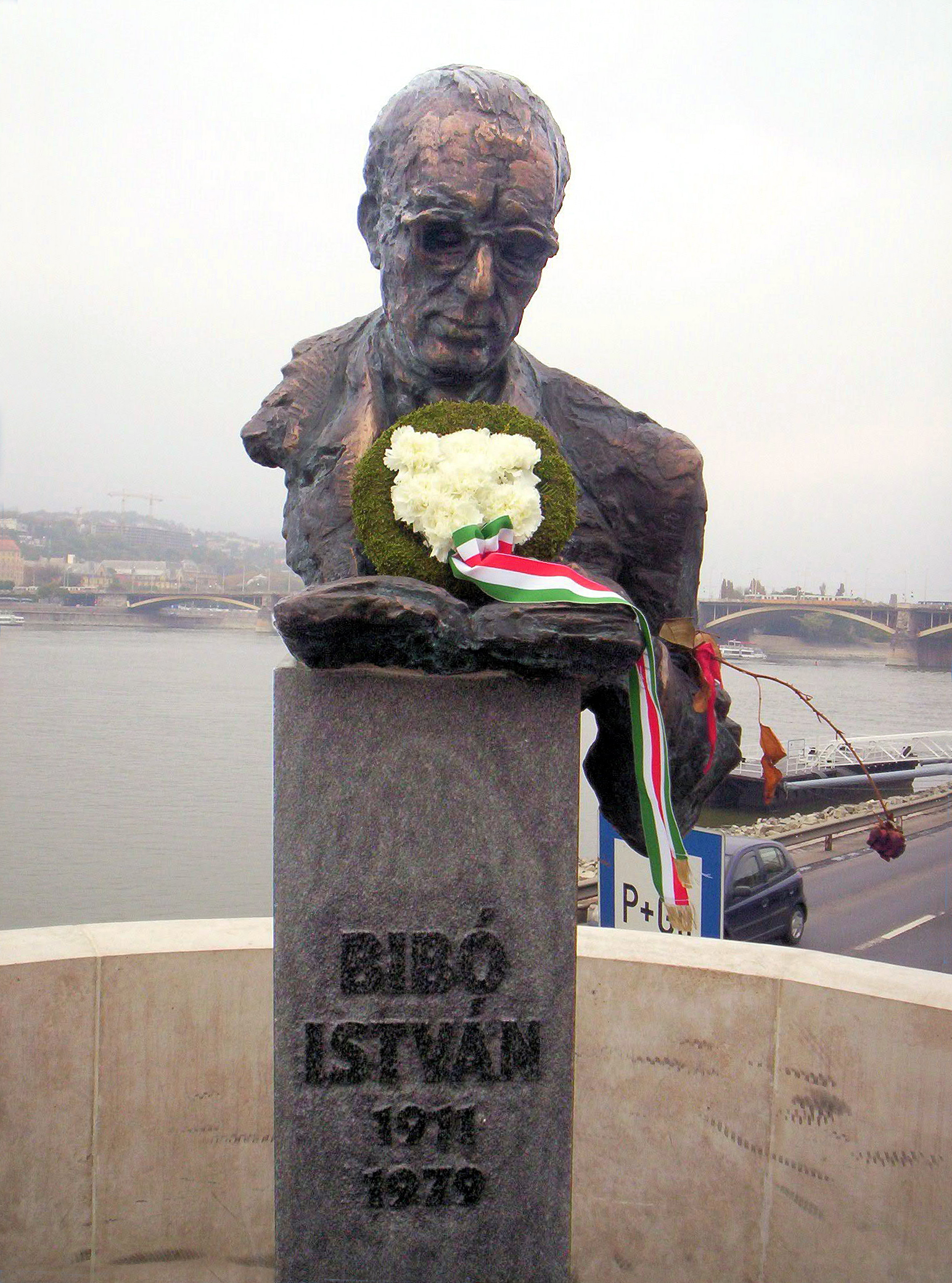
Пам'ятник Іштвану Бібо на березі Дуная в Будапешті

Після повалення салашістского режиму в Угорщині — начальник відділу в міністерстві внутрішніх справ (березень 1945 — липень 1946), був запрошений на цю посаду головою МВС, своїм колегою по березневому фронту, одним з лідерів лівоорієнтованої Національної селянської партії (НКП) Ференцом Ердеї. У травні 1945 вступив в НКП. Брав участь у розробці низки законопроєктів, виступав за демократичну реорганізацію системи адміністративно-територіального (зокрема, муніципального) управління.
У 1946-1950 — професор університету в Сегеді. Одночасно був одним з керівників Інституту Пала Телекі в Будапешті, який займався східноєвропейськими дослідженнями. З 1946 — член-кореспондент Угорської академії наук. У цей період написав значну кількість наукових праць з проблем історії, політології, права. Був прихильником європейської інтеграції, створення стійкої системи міжнародних договорів в Європі, противником націоналізму.
У 1949 був виведений з Академії наук в період її реорганізації. На той час фактично припинив свою діяльність і Інститут Пала Телекі, була розпущена НКП. У 1950 був змушений припинити викладання, і з 1951 працював бібліотекарем в університетській бібліотеці в Будапешті.

## Діяльність в 1956 році і тюремне ув'язнення
Восени 1956 в умовах кризи тоталітарного ладу і масових виступів громадян Угорщини повернувся до політичної діяльності. У жовтні 1956 підготував рукопис "Конспект. Жовтень 1956 року "- начерки програмного політичного тексту, в якому виступив з критикою багатьох постулатів марксизму-ленінізму (в тому числі положення про диктатуру пролетаріату), висловився на користь демократичного розвитку країни. Був противником реставрації великої приватної власності, вважаючи, що вона повинна бути передана робочим колективам. Один з ініціаторів відродження НКП — під назвою Партія Петефі — в кінці жовтня 1956. 3 листопада 1956 по квоті Партії Петефі увійшов до складу уряду Імре Надя як державний міністр.
Вже 4 листопада уряд було повалено військами СССР. В умовах, коли багато представників угорського керівництва знайшли політичний притулок в посольстві Югославії, залишався на своєму посту в будівлі угорського парламенту, був ненадовго затриманий, але потім відпущений. Звернувся до угорського народу з промовою «За свободу і правду», в якій закликав не визнавати законною владою совєтську військову адміністрацію і її уряд, а «використовувати по відношенню до них всі форми пасивного опору за винятком випадків, коли мова йде про продовольче постачання і комунальне обслуговування Будапешта». Потім пропонував варіант компромісного врегулювання угорського питання, пов'язаного зі збереженням соціалізму в Угорщині при виведенні військ СССР з країни, її вихід з Варшавського договору (або з системи його «військових зв'язків») і визнання СССР легітимності уряду Імре Надя. Однак на той час СССР вже зробив ставку на відмову від будь-яких компромісів з прихильниками Надя.
У грудні 1956 став автором «Декларації про основні засади державного, громадського та економічного устрою Угорщини та шляхи подолання політичної кризи», підготовленої ним спільно з іншими керівними діячами Партії Петефі і Партії дрібних господарів. 23 травня 1957 заарештований і в 1958 за участь в подіях 1956 був засуджений до довічного ув'язнення. У в'язниці продовжував опір політиці влади. У березні 1963 був звільнений за амністією — пізніше, ніж багато політиків з числа соратників Імре Надя.

## Після звільнення
У 1963-1971 працював науковим співробітником бібліотеки Центрального статистичного управління Угорщини, повернувся до наукової роботи, займався дослідженням зовнішньополітичних проблем і перекладацькою діяльністю. У 1972 в Угорщині була опублікована його монографія «Недієздатність міжнародного співтовариства держав і її подолання» (в 1976 скорочений переклад вийшов у Великій Британії). У 1971 вийшов на пенсію.

## Визнання
У 1980-ті роки в Угорщині видано зібрання творів Бібо. Йому встановлено бюст в Будапешті, в цьому ж місті його ім'ям названа гімназія. У 2002 про нього знято повнометражний документальний фільм.